# Don Quijote
För andra betydelser, se Don Quijote (olika betydelser).

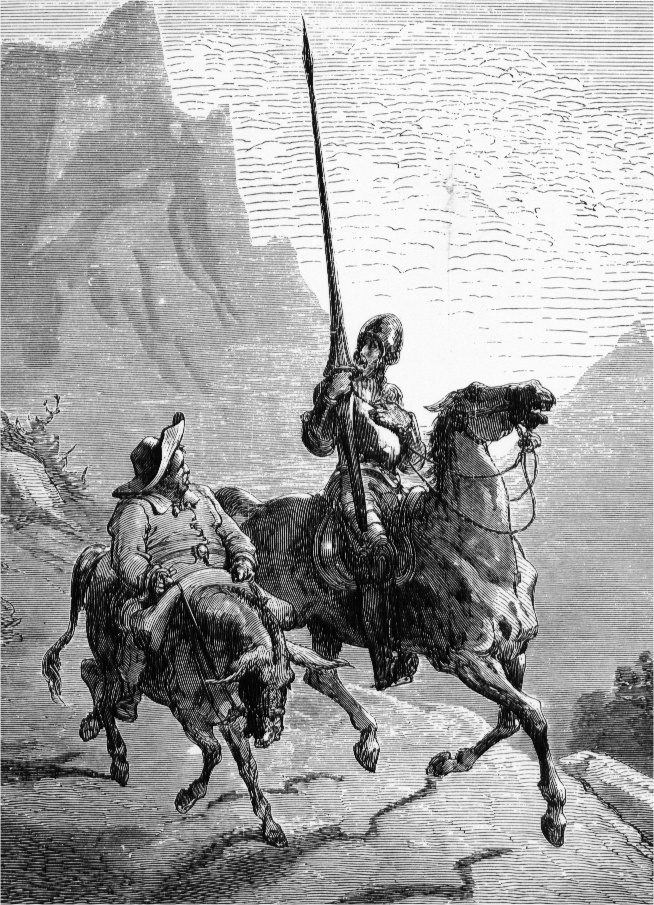
Sancho Panza och Don Quijote av Gustave Doré.

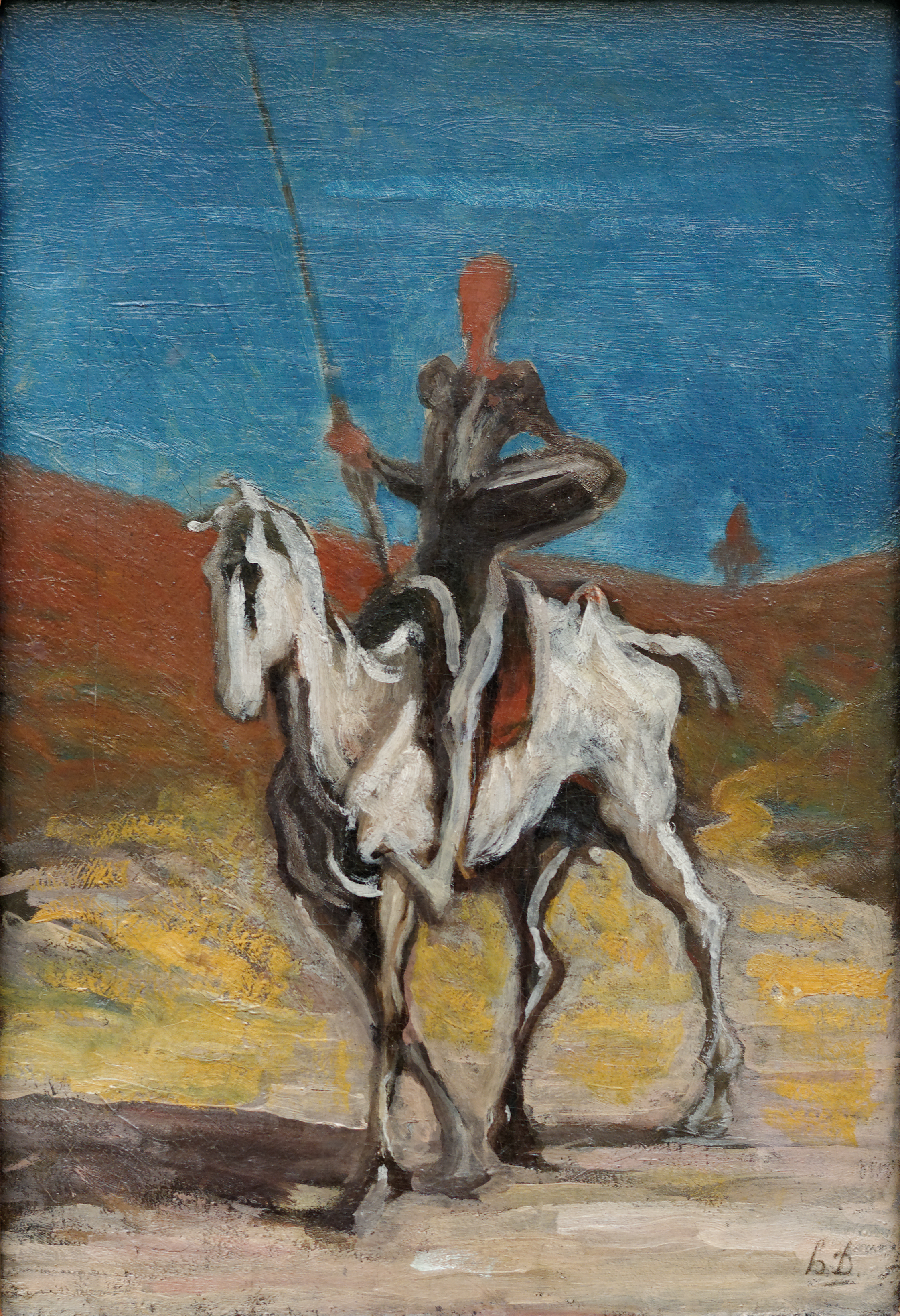
Don Quijote, målning av Honoré Daumier.

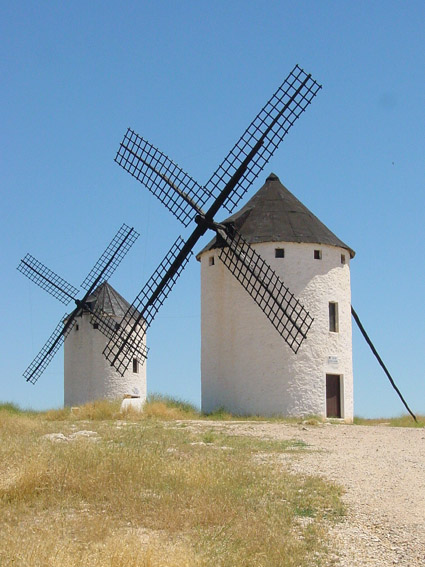
Ett av de allra mest kända inslagen är när Don Quijote slåss mot väderkvarnar.

Don Quijote (Don Quixote med dåtida spansk stavning) är en spansk roman i två delar från 1605 och 1615, skriven av Miguel Cervantes. Dess fullständiga titel är Den snillrike riddaren Don Quijote av La Mancha, eller i Edvard Lidforss första svenska översättning Den sinnrike junkern Don Quijote af La Mancha.
Romanen är uppkallad efter sin huvudperson, en fattig adelsman som förläser sig på ärofyllda riddarromaner och därför drar ut i världen för att upprätthålla romanernas ideal. Med huvudet förvridet av riddarromanernas höviska innehåll ser han därför inte världen för vad den är och rider iväg på sin gamla hingst Rosinante, med sin väpnare, bonden Sancho Panza på åsnan Rucio, med målet att visa prov på ridderlighet så att han kan vinna sin älskade Dulcineas (från spanska ordet för "söt") kärlek. Dulcinea är det namn Don Quijote inbillat sig att hon bär; hennes riktiga namn är Aldonza. Detta är en ordvits; ett gammalt spanskt talesätt lyder "Har vi ingen annan så tar vi väl Aldonza", vilket skämtsamt antyder att hon blir vald till hjärtas dam för att ingen annan finns att få.

## Stil och betydelse
Romanen anses vara ett av de stora klassiska mästerverken och räknas ibland även som den första moderna romanen. Den är en drift med riddarromanen, och är samtidigt ett av de mest kända exemplen på pikareskromanen som genre. Dess form är komplex med en ramberättelse kring ett antal avsnitt (den mest kända är den i kapitel VI där Don Quijote slåss mot ett antal väderkvarnar som han tror är jättar), tillbakablickar och berättelser inuti berättelser. Inte minst det metalitterära inslaget har många senare författare funnit inspirerande.
Om det inte vore för Don Quijotes trogna väpnare Sancho skulle han antagligen blivit ihjälslagen, då han i många fall lyckades irritera de folk han mötte på resan.
Ett annat välkänt inslag är berättelsen om Mambrinos hjälm. Don Quijote har läst i riddarromanerna om en mycket speciell hjälm i rent guld som benämns som Mabrinos hjälm. När Don Quijote får se en frisör med ett rakfat stjäl han rakfatet och tar på sig detta på huvudet och tror att det är Mambrinos hjälm, medan han i verkligheten gör sig till åtlöje.
I kapitel XVI förekommer en fras, som är känd i många senare versioner av barnramsor, sånger och folksagor: "el gato al rato, el rato a la cuerda, la cuerda al palo", alltså "katten på råttan, råttan på repet, repet på käppen".
Romanen blev framröstad som en av de 100 bästa böckerna, av det så kallade Världsbiblioteket. 2002 utsågs Don Quijote till världens bästa bok i en omröstning av hundra författare från 54 länder.
Don Quijote är den roman som finns representerad vid flest bibliotek världen över, enligt den globala biblioteksorganisationen OCLC som 2019 presenterade en lista över de 500 vanligast förekommande romanerna utifrån information från databasen Worldcat.

## Bakgrund
Enligt många forskare tros Cervantes ha börjat skriva på Don Quijote 1597 när han satt fängslad i Sevilla anklagad för förskingring. Huvudsyftet var från början ren satir och drift med de gamla riddarromanerna. En källa till romanen var framförallt den på sin tid mycket lästa riddarromanen Amadis de Gaula. Även den äldre Rolandssången är ett verk som det flitigt anspelas på. Att det oheroiska bondelandskapet La Mancha valdes som spelplats för Don Quijotes riddaräventyr har också setts som satiriskt. Cervantes var själv länge bosatt i byn Esquivias öster om Toledo i La Mancha och forskare har i arkiven funnit många verkliga personer som kan ha stått modell för karaktärerna i romanen.

## Utgivning

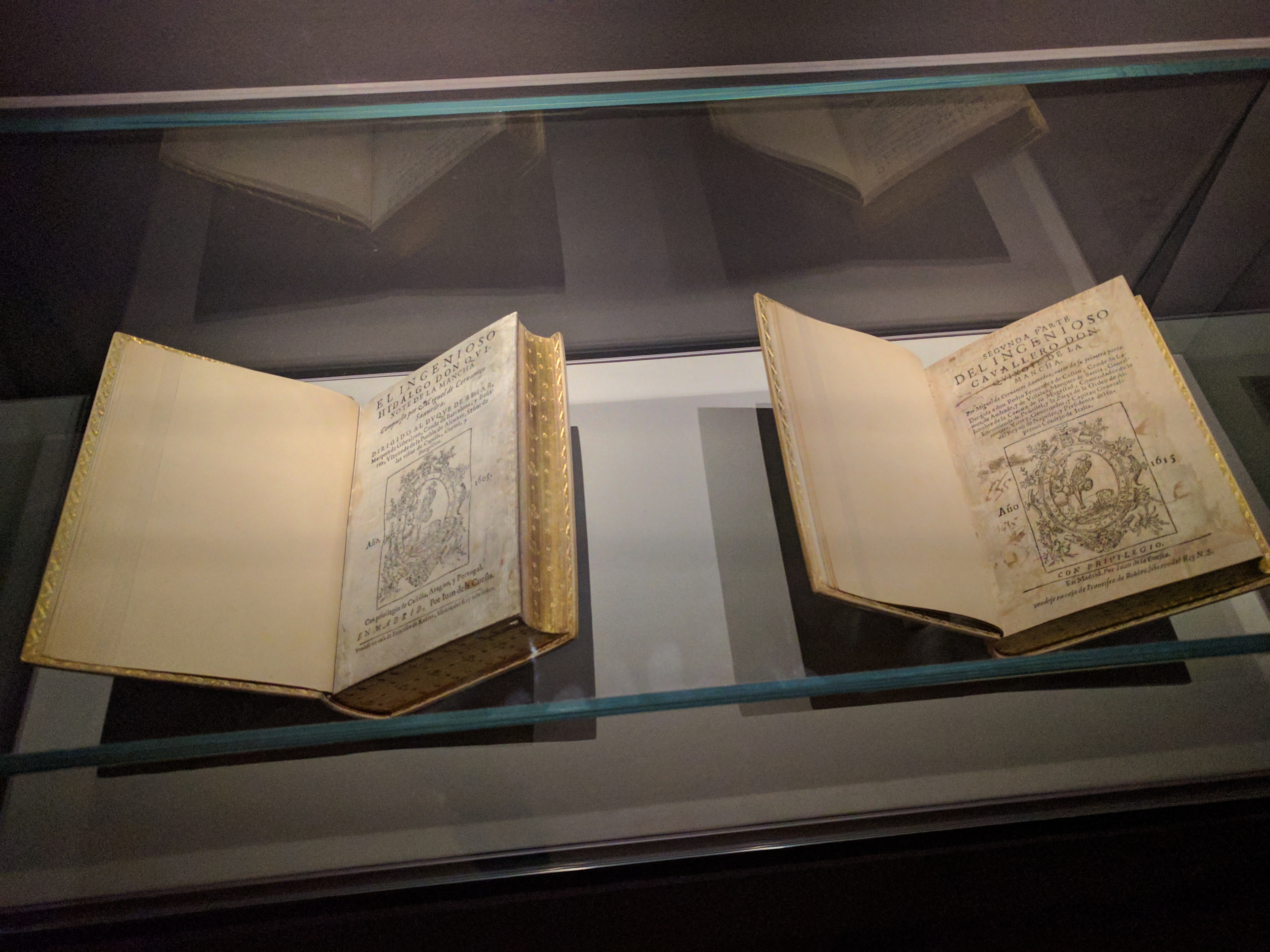
Förstaupplagor av den första och andra delen.

Första delen av Don Quijote utgavs 1605. Sex upplagor trycktes i Spanien samma år och det trycktes även ett flertal piratupplagor på spanska i Spanien, Portugal och Belgien. År 1614 kom en "falsk" fortsättning på Don Quijote av författarsignaturen Alonso Fernández de Avellaneda, vilket föranledde Cervantes att skyndsamt färdigställa sin egen andra del som utkom 1615. I företalet till den andra delen av Don Quijote kommenterar och kritiserar Cervantes Avellanedas verk.

## Översättningar
Don Quijote är en av de böcker som efter bibeln översatts till flest språk. Den första delen av Don Quijote översattes snabbt till engelska (utgiven 1612 som The History of the valerous and wittie Knight-Errant Don-Qvuixote of the Mancha) och till franska (utgiven 1614 som L'Ingenievx Don Qvixote de la Manche), samt till tyska, holländska och italienska. Cervantes var redan när han skrev förordet till andra delen väl medveten om romanens spridning utanför Spanien.
Till svenska översattes "Don Quixote" i sin helhet, alla fyra delarna, från det spanska originalet av Jonas Magnus Stjernstolpe och gavs ut i bokform 1818-19 under titeln "Den tappre och snillrike riddaren don Quixotes af Mancha lefverne och bedrifter". En annan översättning till svenska gjordes  av Edvard Lidforss 1888–1892. En översättning från franska, av del ett av fyra, av Carl Gustaf Berg utgavs 1802. En nyöversättning av Jens Nordenhök kom 2001 på Symposion med klassiska illustrationer av Gustave Doré. För översättningen tilldelades Nordenhök Letterstedtska priset för översättningar av Kungliga vetenskapsakademien 2003. Nya upplagor av Nordenhöks översättning gavs 2010 ut av Amberg & Willgert och 2016 av Nilsson förlag.

## Adaptioner

### Filmatiseringar i urval
- 1915 – Don Quixote, amerikansk stumfilm regisserad av Edward Dillion, med DeWolf Hopper i huvudrollen.
- 1926 – Don Quixote, en spansk-dansk samproduktion i regi av Lau Lauritzen Sr., med det danska komikerparet Fyrtornet och Släpvagnen (Carl Schenstrøm och Harald Madsen).
- 1933 – Don Quixote, film i flera språkversioner regisserad av Georg Wilhelm Pabst, med bland andra Fjodor Sjaljapin, Dorville och George Robey i rollerna.
- 1957 – Don Quixote, sovjetisk film regisserad av Grigorij Kozintsev, med bland andra Nikolaj Tjerkasov, Jurij Tolubejev och Serafima Birman i rollerna.
- 1971 – Kanske en Sherlock Holmes, film baserad på pjäsen They Might Be Giants (av James Goldman), vars titel är en referens till Don Quixotes tro på att väderkvarnar är jättar. Med George C. Scott och Joanne Woodward i huvudrollerna.
- 1972 – Man of La Mancha, regisserad av Arthur Hiller, filmversion av scenmusikalen Mannen från La Mancha av Dale Wasserman. I huvudrollerna ses Peter O'Toole, Sophia Loren och James Coco.
- 1973 – The Adventures of Don Quixote, en brittisk TV-film regisserad av Alvin Rakoff, med Rex Harrison och Frank Finlay i huvudrollerna.
- 1973 – Don Quixote, filmversion av Minkus balett, med bland andra Rudolf Nurejev, Lucette Aldous och Robert Helpmann i rollerna.
- 1991 – Monsignor Quixote, en TV-film baserad på Graham Greenes roman från 1982, i regi av Rodney Greene och med Alec Guinness, Leo McKern, Ian Richardson och Rosalie Crutchley i huvudrollerna.
- 2000 – Don Quijote, en amerikansk TV-film regisserad av Peter Yates, med John Lithgow, Bob Hoskins, Vanessa L. Williams och Isabella Rossellini i huvudrollerna.
- 2018 – The Man Who Killed Don Quixote, film av Terry Gilliam, en fri tolkning som utspelar sig i nutid.

### Konst

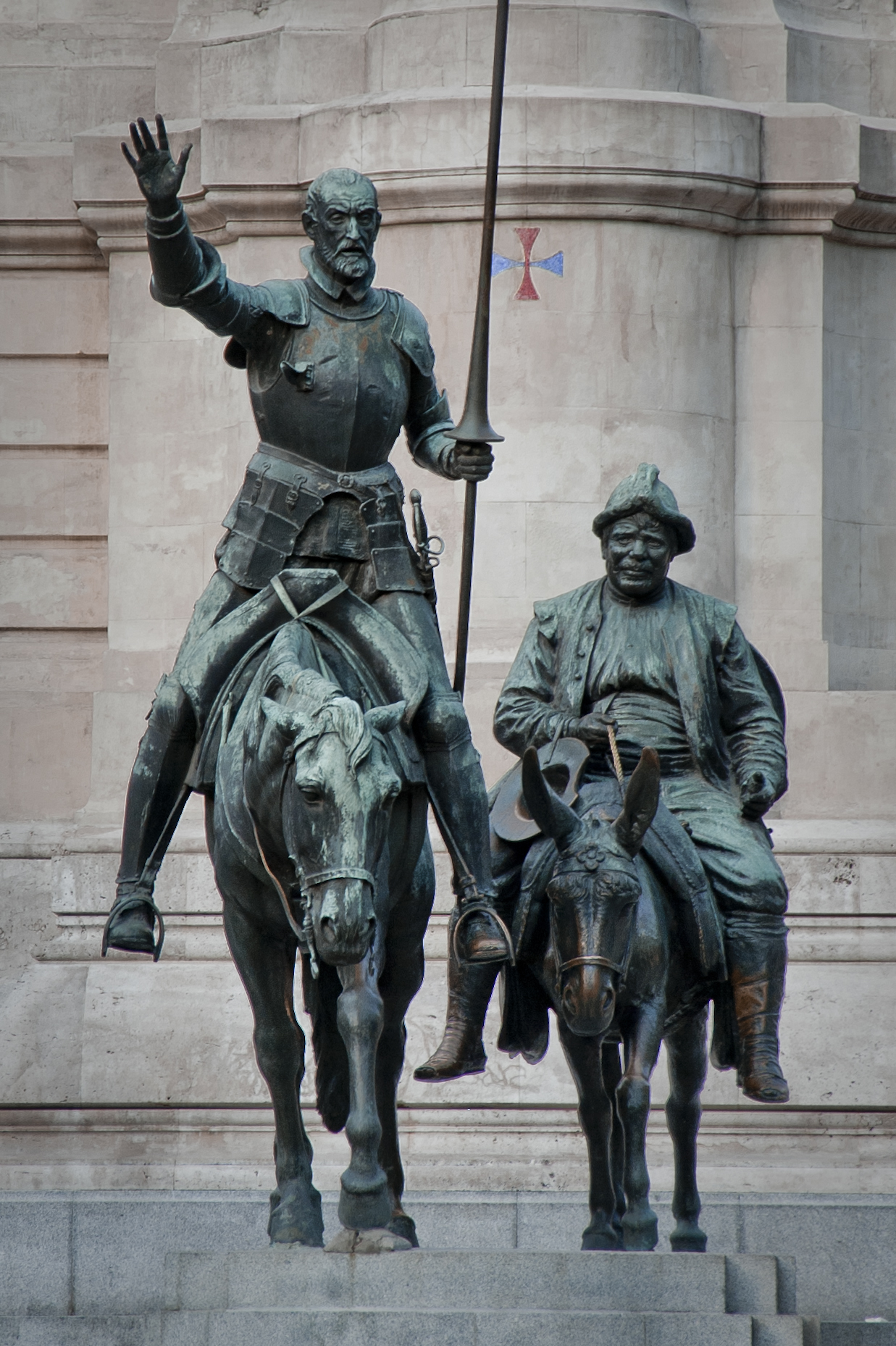
Statyer av Don Quijote och hans vapendragare Sancho Panza i Madrid.

Romanen har givits ut i påkostade utgåvor över hela Europa med illustrationer av en rad konstnärer, bland andra William Hogarth, Pablo Picasso, Salvador Dali och Antonio Saura. År 1865 gav förlaget Hachette i Paris ut en praktutgåva med 380 illustrationer av Gustave Doré.
Konstnären Honoré Daumier återkom ofta till Don Quijote-motiv.

### Musik
Romanen om Don Quijote har inspirerat till flera musikaliska verk, bland annat en ouvertyr av Georg Philipp Telemann, en symfonisk dikt Don Quixote av Richard Strauss, baletten Don Quijote av Petipa, poplåten Don Quixote av Björn Afzelius och musikalen Mannen från La Mancha av amerikanen Dale Wasserman. Den franske tonsättaren Jules Massenet komponerade operan Don Quichotte 1909 med premiär på operahuset i Monte Carlo 1910.
Cornelis Vreeswijk gjorde under 1970-talet en visa som heter Balladen om hurusom Don Quijote gick på en blåsning där han i denna berättar om ett par transvestiter som han feltolkade, då han trodde att de var kvinnor.

### Populärkultur
I seriealbumet Asterix i Spanien möter huvudpersonerna ett par antika versioner av Don Quijote och Sancho Panza.